# Улдіс Берзіньш
Улдіс Берзіньш (латис. Uldis Bērziņš; 17 травня 1944, Рига, Райхскомісаріат Остланд, Третій Рейх — 24 березня 2021) — латвійський поет і перекладач.

## Біографія
Вивчав латиську філологію в Латвійському університеті і опублікував свою першу збірку поезії в 1980. У 1968-1971 вивчав турецьку мову на Кафедрі сходознавства Ленінградського університету, також навчався на відділенні сходознавства і африканістики МДУ (перську та турецьку), в Ташкентському державному університеті (узбецька), а також в Чехословаччині, Швеції та інших країнах.
Перекладає з польської, російської, давньоісландської, турецької, азербайджанської, туркменської, перської, староєврейської, арабської мов, також знає іврит, татарську, чуваську мови.
Берзіньш брав участь в міжнародному семінарі з перекладу Біблії в Амстердамському відкритому університеті та в форумі з питань перекладів Корану Лундського університету. З 2002 викладає турецьку мову на Факультеті сучасних мов Лундського університету; громадянин Швеції.
Берзіньш переклав на латиську мову біблійні книги Йова, Псалтир, приказок Соломонових, Екклезіястова і Йони. У березні 2009 закінчив п'ятнадцятирічний переклад Корану на латиську мову.
Поезія Берзіньш перекладена на німецьку, шведську, естонську, литовську, чеську, англійську, ісландську, болгарську, білоруську і українську мови.

## Вибрані твори

### Поезія
- Piemineklis kazai. — Rīga: Liesma, 1980.
- Poētisms baltkrievs. — Rīga: Liesma, 1984.
- Nenotikušie atentāti. — Rīga: Liesma, 1990.
- Parasts akmens. — 1992.
- Kukaiņu soļi. Raiņa un Aspazijas fonds. — 1994.
- Laiks — Rīga: Zinātne, 1994.
- Daugavmala. — Rīga: Nordik, 1999.
- Nozagtie velosipēdi. — Rīga: Minerva, 1999.
- Maijs debešos. — Rīga: Preses nams, 2002.
- Synpunkt pa evigheten. — 2004.

### Збірники
- Dzeja. — Rīga: Artava, 1995.
- Dzeja. — Rīga: Atēna, 2004.

### Переклади
- Šimborska V. Apsveiksim skudras. — Rīga, 1979.
- Saadi. Rožu dārzs. — Rīga: Liesma, 1983.
- Hļebņikovs V. Putnu karapulki / в соавт. с Марисом Чаклайсом. — 1985.
- Baložu pilni pagalmi / турецкая поэзия, в соавт. с П. Бруверсом. — Rīga: Liesma, 1988.
- Mana vectēva Korkuda grāmata. — Rīga: Liesma, 1993.
- Ījabs. — Rīga: Zinātne, 1997.
- Snorre Sturlas dēls. Gilves acumalds. — Rīga: Nordik, 1997.
- Šimborska V. Dzeja. — Rīga: Jumava, 1998.
- Milošs Č. Sagūstītais prāts. — Rīga: Zvaigzne ABC, 1998.
- Pulcētājs. — Rīga: Zinātne, 2000.
- Slavinājumi. — 2005.
- Dāglardža F.H.
- R. Rza. Krāsas.
- E. Eilisli. Cilvēki un koki.
- Mahtimguli. Cik dziļas dzīles pasaulei.

## Нагороди
- премія Зінаїди Лазди (1994)
- орден Трьох зірок (1995)
- премія Балтійської асамблеї (1995)
- премія Спідолу (2000)
- Почесний академік Латвійської АН